# Кулогора
Кулогора (рос. Кулогора) — присілок в Пінезькому районі Архангельської області Російської Федерації.
Населення становить 78 осіб. Входить до складу муніципального утворення Пинежське муніципальне утворення.

## Історія
Від 1937 року належить до Архангельської області.
Орган місцевого самоврядування від 2004 року — Пинежське муніципальне утворення.

## Населення
| 2002 | 2010 | 2012 |
| ---- | ---- | ---- |
| 97   | ↘61  | ↗78  |